# Сава Сандић
Сава Сандић (Зајечар, 1915 — Београд, децембар 2016) био је српски вајар. Борба за опстанак и живот у тешким ратним и поратним годинама, у породици чији су потомци рано остали без родитеља, утемељили су његова основна животна начела – скромност, упорност, ведрину, посвећеност своме позиву. Прву у низу од петнаестак самосталних изложби приредио је у Београду 1953. Освојио је низ значајних награда и признања, међу којима је и Награда УЛУПУДС-а за животно дело (1997). У свом стваралаштву остао је веран класичним вајарским концепцијама и материјалима, у којима је радио портрете, фигуре и представе животиња.

## Живот и каријера
Рођен је у Зајечару у избеглиштву, током Првог светског рата, у породици која је рано остала без родитеља. Још као дечак, Сава је показао своју преференцију за уметност, а имао је посебан афинитет за пластични дизајн, који се касније претворио у свој животни позив. У борби за опстанак, „од немила до недрага”, живот га је врло рано приморао да се школује и припреми за будућу професију вајара „у којој је мануелност важна вештина”.
Од Пина Грасија, великог мајстора заната, учио је (као шегрт) у каменорезачкој радионици, а у Занатској школи предавао му је Михаило Петров. Као и најпознатији вајари, посебно они са подручја Балканског полуострва, први је савладао занат, уметничку обраду камена, а потом је 1933. године почео да се усавршава у студију познатог вајара Томе Росандића, који је убрзо постао његов главни сарадник.
Значајну улогу у будућем Сандићевом уметничком формирању имао је течај цртања код Петра Добровића и дугогодишња улога помоћника и ученика у атељеу вајара Томе Росандића. Да је Росандић био добар Сандићев учитељ говори податак да је скулптуру „Играли се коњи врани” која се данас налази испред Народне скупштине, иначе Росандићево дело из 1937, технички успешно реализовао Сандић, и тиме потврдио научено мајсторство рада и вештине.
Један од значајних датума у његовом животу је 1939. година када је уписао студије на Академији ликовних уметности у Београду, са већ стећеним широким ликовним образовањем, и 1949. година када је примљен у Мајсторску радионицу Томе Росандића, у којој остао наредних пет година.
Потом је стварао у сопоственој атељеу, у свом дому који је изградио у улици Василија Гаћеше 6 на Сењаку у Београду, заједно са супругом, вајарком Миром Сандић (1924–2010), са којом је имао заједничку ликовну преокупацију, па се као чест мотив дела и Саве и Мире Сандић јавља - материнство.
Био је члан УЛУС-а од 1948. године, УЛУПУДС-а од 1956. године, и припадник групе „Самостални” и ФИДЕМ-а. За редовног члана Матице српске изабран је 1995. године из категорије добротвора и приложника.
Учествовао је 1957. на изложби савремене српске скулптуре, Галерија УЛУС-а, Београд.
За живота Народном музеју у Београду, Сандић је донирао 15 својих дела, али и значајне радове других уметника из породичне колекције. Ова установа је 2015. године, у знак захвалности пригодном изложбом, обележила 100. рођендан Саве Сандића.
Преминуо је у Београду  2016. године у 101 години живота, па се сматра једним од најдуговечнијих српских вајара.

## Уметничко стваралаштво
Сандићева естетска начела...
најближа су европској традицији фигуралне пластике, блиска и његовом учитељу Росандићу. Пут који је прешао формирао је Сандићево уверење да све настаје дуготрајним радом и крајњим савладавањем занатских вештина, а тек после тога таленат рађа уметничко дело.
 У свом раду неговао је фигуративну пластику, којој је остао веран током целокупног стваралаштва.
Прву самосталну изложбу приредио је у Графичком колективу у Београду 1953, а потом је свој дар и мајсторство, „бојио личним сензибилитетом” и испољио у стилизованим формама везаним за природу и реалност, више од пола века на самосталним и десетинуама групних изложби у Београду, многим градовима Југославије, као и у иностранству.
Своје радове Сансић је изводио највише у бронзи, гипсу, тиковини, ораховом дрвету и камену. Представе портрета, актова, женских фигурина, анималистичких скулптура, изведене су у пуној пластици, барељефу и на медаљама.
У репрезентативне примерке Сандићевог опуса спадају монументалне фигуре „Каријатида“ и „Флора“, изванредни „Аутопортет“, експресивни „Аскета“, нежне женске фигурине „Балерина“, „Седећа девојка“, „Жена са огрлицом“.
Његове скулптуре красе музеје и приватне колекције, али и слободан простор, попут споменик палим борцима у Врднику (1950), а 1952 и Жабљу (1952), на свим континентима.

## Уметник — дародавац
Уметникова остварења данас се налазе у поклон колекцијама у Србији, попут оне коју је 2008. уметник даровао Музеју града Београда, и којом је желео да остави спомен на свој рад и живот у Београду, кроз дела која представљају својеврстан пресек његовог уметничког израза у распону од 1950. до 2003. године. Радови су изведени у бронзи, гипсу, тиковини, ораховом дрвету и камену.
Или попут оне поклоњене Народном музеју у Београду, у којој је уметнички (и брачни) пар Сандић донирао велики број својих дела, али и значајне радове других уметника из њихове колекције.
Или попут оне коју су вајари-Мира и Сава Сандић, учинили изузетан и непроцењив гест - Народном музеју у Крагујевцу, тачније Историјско-уметничкој збирци - Збирци вајарских радова, са укупно 12 својих радова. Уговором 07-739, 17.10.2005. Народни музеј у Крагујевцу преузео је ове радове на чување,